# Boumhel El Bassatine
Boumhel El Bassatine o Bou Mhel El Bassatine (àrab: بومهل البساتين, Bū-Mhal al-Bassātīn) és una ciutat de Tunísia, propera a la ciutat de Tunis, situada uns 10 km al sud-est de la ciutat de Ben Arous, dins la governació de Ben Arous. És capçalera d'una delegació amb 23.210 habitants. La municipalitat té 27.977 habitants, i està formada per la unió de les viles de Bou Mhel o Boumhel i d'El-Bassatine (‘els Jardins', en àrab), amb un gran creixement els darrers 25 anys per la proximitat de Tunis. A uns 10 km al nord-est es troba el port comercial de Radès i entremig la vila costanera d'Ezzahra.

## Administració
Forma la delegació o mutamadiyya homònima, amb codi geogràfic 13 56 (ISO 3166-2:TN-12), dividida en quatre sectors o imades:
- Bou Mhel (13 56 51)
- El Bassatine (13 56 52)
- Chêla (13 56 53)
- El Bassatine Ouest (13 56 54)

Al mateix temps, forma una municipalitat o baladiyya (codi geogràfic 13 15).